# Enrique Faustín
Enrique Faustín fue un mítico empresario y productor cinematográfico argentino.

## Carrera
Hijo de Don Enrique Faustín (padre), se dedicó desde muy joven a la producción de la época de oro del cine argentino. Comenzó su carrera en 1940, trabajó en Canción de cuna con Catalina Bárcena y Nury Montsé. Al año siguiente trabaja en la película La guerra gaucha con Enrique Muiño, de gran éxito comercial.
Intervino en varias proyectos, sobre todo en la década de 1950 con películas como Sala de guardia con Elisa Christian Galvé y Carlos Thompson, El último perro con Hugo del Carril y Nelly Meden y Procesado 1040 junto a Narciso Ibáñez Menta, Gringalet, además de intervenir en la producción ejecutiva del film El cura Lorenzo encabezado por Ángel Magaña. En 1961 interviene en El romance de un gaucho con Walter Vidarte y Lydia Lamaison; y en 1965 lo hizo en Convención de vagabundos con Ubaldo Martínez y Graciela Borges . Ya a principio de los 70's se lo vio en la producción de la película La revolución, protagonizada por Graciela Borges y Federico Luppi.
Formó asociación con Carlos Hugo Christensen con quien colaboró en varias películas e integró Argentina Sono Film. En 1977 se asoció con Bernardo Zupnik
En 1941, formó en carácter de administrador, junto a sus amigos el primer actor Enrique Muiño, Elías Alippi, Francisco Petrone, Ángel Magaña, y Lucas Demare, la productora cinematográfica Artistas Argentinos Asociados. En 1946, la crisis económica que atravesaba el sello y la política cultural implementada por Juan Domingo Perón, provocaron la reestructuración de la productora y la posterior retirada de Petrone y Faustín.
Trabajó de la mano de primeros directores como Tulio Demicheli, Lucas Demare, Rubén W. Cavallotti, Augusto César Vatteone, José María Forqué y Raúl de la Torre.
Su hijo que continuó con el nombre y apellido Enrique "Tito" Faustín (nacido en 1938) es un director y productor ejecutivo de memorables películas de Leonardo Favio como Juan Moreyra y Nazareno Cruz y el lobo.

## Filmografía
Como productor general:
- 1973: La revolución.
- 1965: Convención de vagabundos.
- 1962: Buscando a Mónica.
- 1961: El romance de un gaucho.
- 1959: Gringalet
- 1958: Procesado 1040.
- 1955: El último perro.
- 1952: Sala de guardia.
- 1942: La guerra gaucha.
- 1942: El viejo Hucha.
- 1941: Canción de cuna.

Como productor ejecutivo:
- 1954: El cura Lorenzo.